# Catasetum meeae
Catasetum meeae är en orkidéart som beskrevs av Guido Frederico João Pabst. Catasetum meeae ingår i släktet Catasetum och familjen orkidéer. Inga underarter finns listade i Catalogue of Life.